# Iguanodon bernissartensis
Iguanodon bernissartensis es una especie y tipo del género extinto Iguanodon (gr. "diente de iguana"), de dinosaurio ornitópodo iguanodóntido, que vivió a principios del período Cretácico, hace aproximadamente 130 a 120 millones de años, entre el Barremiense y el Aptiense, en lo que hoy es Europa. Iguanodon fue un robusto herbívoro que podía alternar entre las marchas bípeda y cuadrúpeda. Se ha estimado que los adultos de la especie más conocida, I. bernissartensis, pesaban un promedio de 3 toneladas, y medían cerca de 10 metros de largo, pudiendo alcanzar en algunos casos los 13 metros.
Es la especie de sitio de Bernissart,  Boulenger la refirió a Iguanodon El mayor descubrimiento de restos de Iguanodon ocurrió en 1878 en la mina de carbón de Bernissart en Bélgica, a una profundidad de 322 metros, Está muy bien representada por al menos 38 individuos, por lo que es la especie tipo del género, la mayoría de ellos adultos. Si bien Iguanodon anglicus fue la especie tipo original, pero el holotipo estaba basado en un solo diente y desde entonces solo se han encontrado restos parciales de la especie. En marzo de 2000, la Comisión Internacional de Nomenclatura Zoológica cambió la especie tipo a la más conocida I. bernissartensis, con el nuevo holotipo IRSNB 1534..